# Love⇄distance
『love⇄distance』（ラブ ディスタンス）は、動画配信サービス「Paravi」にて2020年6月27日から7月5日までの9夜連続で配信された配信ドラマ。新型コロナウイルス感染症感染拡大により、人との距離を意識せざるを得なくなった状況で同じマンションに住む6人の男女が心を通わせていくさまを描く。
また、テレビ東京・テレビ大阪においても7月2日（1日深夜）と8日（7日深夜）の2回（0:58 - 1:28・従来はドラマパラビ枠）に分けて放送。

## 概要
撮影は新型コロナウイルス感染症の感染予防を徹底的に行った上で、スタッフを最小限にして10日間に渡って夜の稼働なしで行われた。安全を配慮する中で、作品のクオリティを落とさずに「ひと」への愛を忘れずにどのようにして距離を取るのか、さらに人を思う、人に思われる時に起こる甘くほろ苦い感情をどのようにして届けるのかなどをキャストとスタッフが試行錯誤した上で作り上げた「愛」と「キョリ」の物語。
キャストの一人である清原翔が脳出血の手術を受けて集中治療室で療養中であることを踏まえ、Paraviは「しばらく療養されるとのことですが、清原さんの素敵な芝居をファンの皆様をはじめ多くの方々にご覧いただきたいとの思いから、予定通り配信を行うことにいたしました」とした上で「（清原さんの）一日も早いご回復をお祈りし、そしてまたお元気になられた時、一緒に作品を作れることを強く望んでおります」とのコメントを発表した。

## キャスト

### 603号室
滝口美和
演 - 水川あさみ
雑誌編集者。
滝口彰
演 - 清原翔
映像制作プロデューサーで美和の夫。
テレワークをしつつ、人気3人組NewTuber「アンミナチャンネル」の配信動画を観るのが日課。

### 602号室
浅野千秋
演 - 渡邊圭祐
フォトグラファー。
コロナ禍の影響で仕事がなくなり、マンションの屋上や自宅のベランダから撮影する日々を送っている。

### 601号室
アンナ
演 - 馬場ふみか
元恋人であるミナトと新メンバーのショウとともに「NewTuber」として、動画チャンネル「アンミナチャンネル」を運営。
ミナト
演 - 板垣瑞生
NewTuberのメンバーでアンナの元恋人。
ショウ
演 - 中尾暢樹
NewTuberの新メンバー。

## スタッフ
- 製作 - 田中徹、藤原麻知、高橋智大、大和健太郎（Paravi）
- 脚本 - 伊達さん（大人のカフェ）、椿本慶次郎（ソケット）
- オープニングテーマ - yonawo 「トキメキ」（Warner Music Japan）[5]
- エンディングテーマ - Omoinotake 「夏の幻」（NEON RECORDS）[5]
- 企画・プロデュース - 櫻井雄一（ソケット）
- プロデューサー - 山邊博文（ソケット）
- 監督 - スミス
- 制作 - ソケット
- 製作著作 - Paravi

## 放送局
| 放送期間        | 放送日時                     | 放送局     | 対象地域   | 備考   |
| --------------- | ---------------------------- | ---------- | ---------- | ------ |
| 7月2日 - 7月9日 | 木曜 0:58 - 1:28（水曜深夜） | テレビ東京 | 関東広域圏 | 製作局 |
| 7月2日 - 7月9日 | 木曜 0:58 - 1:28（水曜深夜） | テレビ大阪 | 大阪府     |        |

ネットもテレ東（TVer、GYAO!）では1週間限定で無料見逃し配信が行なわれた。
| テレビ東京系 木曜0:58 - 1:28（水曜深夜）                            | テレビ東京系 木曜0:58 - 1:28（水曜深夜）                           | テレビ東京系 木曜0:58 - 1:28（水曜深夜）                 |
| 前番組                                                              | 番組名                                                             | 次番組                                                   |
| ------------------------------------------------------------------- | ------------------------------------------------------------------ | -------------------------------------------------------- |
| Paraviオリジナルドラマ 「ネット興亡記」 （2020年5月28日 - 6月25日） | Paraviオリジナルドラマ 「love⇄distance」 （2020年7月2日 - 7月9日） | ドラマパラビ 「ふろがーる!」 （2020年7月16日 - 8月20日） |